# Jeffrey Teal
Jeffrey Teal (né le 30 mai 1960 à Edina, dans l'état du Minnesota aux États-Unis) est un joueur professionnel américain de hockey sur glace.

## Carrière en club
En 1978, il commence sa carrière avec l'Université du Minnesota dans la WCHA. Il est choisi au cours du repêchage d'entrée 1980 dans la Ligue nationale de hockey par les Canadiens de Montréal en 4e ronde, en 82e position. Il passe professionnel avec les Voyageurs de la Nouvelle-Écosse dans la Ligue américaine de hockey en 1981.

## Statistiques
| Saison    | Équipe                          | Ligue |    | Saison régulière | Saison régulière | Saison régulière | Saison régulière | Saison régulière |   | Séries éliminatoires | Séries éliminatoires | Séries éliminatoires | Séries éliminatoires | Séries éliminatoires |
| Saison    | Équipe                          | Ligue | PJ | B                | A                | Pts              | Pun              | PJ               | B | A                    | Pts                  | Pun                  |                      |                      |
| 1978-1979 | Université du Minnesota         | WCHA  | 39 | 2                | 4                | 6                | 12               | -                | - | -                    | -                    | -                    |                      |                      |
| 1979-1980 | Université du Minnesota         | WCHA  | 37 | 10               | 15               | 25               | 30               | -                | - | -                    | -                    | -                    |                      |                      |
| 1980-1981 | Université du Minnesota         | WCHA  | 45 | 15               | 9                | 24               | 38               | -                | - | -                    | -                    | -                    |                      |                      |
| 1981-1982 | Université du Minnesota         | WCHA  | 36 | 13               | 9                | 22               | 46               | -                | - | -                    | -                    | -                    |                      |                      |
| 1981-1982 | Voyageurs de la Nouvelle-Écosse | LAH   | 7  | 0                | 1                | 1                | 0                | 6                | 1 | 1                    | 2                    | 2                    |                      |                      |
| 1982-1983 | Voyageurs de la Nouvelle-Écosse | LAH   | 76 | 8                | 20               | 28               | 14               | 7                | 0 | 1                    | 1                    | 2                    |                      |                      |
| 1983-1984 | Voyageurs de la Nouvelle-Écosse | LAH   | 16 | 8                | 4                | 12               | 2                | -                | - | -                    | -                    | -                    |                      |                      |
| 1984-1985 | Canadiens de Sherbrooke         | LAH   | 69 | 18               | 24               | 42               | 16               | 17               | 4 | 8                    | 12                   | 8                    |                      |                      |
| 1984-1985 | Canadiens de Montréal           | LNH   | 6  | 0                | 1                | 1                | 0                | -                | - | -                    | -                    | -                    |                      |                      |

## Trophées et distinctions

### Ligue américaine de hockey
- Il remporte la Coupe Calder avec les Canadiens de Sherbrooke en 1984-1985.